# Mezinárodní letiště Léon-Mba
Mezinárodní Letiště Léona Mby je hlavním dopravním uzlem v Libreville. Letiště se nachází na severu hlavního města, nedaleko francouzské vojenské základny Charles De Gaulle. Je pojmenováno podle prvního prezidenta Gabonu.

## Spoje
Hlavní dopravní společnosti zajišťující spoje s ostatními zeměmi jsou:
- Air France (Paříž – Letiště Charlese de Gaulla)
- Turkish Airlines (Istanbul – Atatürkovo letiště Istanbul)
- Ethiopian Airlines (Addis Abeba)
- RwandAir (Kigali)
- Royal Air Maroc (Casablanca)
- Air Côte d'Ivoire[2] (Abidjan)

Domácí linky Nationale Régionale Transport létají na tyto letiště:
- Port-Gentil
- Oyem
- Franceville